# Froxlor
Froxlor es un Panel de control de servidores multilenguaje, con una interfaz gráfica web que permite administrar, entre otros, los servicios de correo electrónico, dominios y FTP. Está pensado para proveedores de servicios de internet (ISP) o revendedores de servicios de alojamiento web.

## Historia
El proyecto Froxlor fue creado por miembros del equipo de desarrollo de SysCP como un fork el 1 de enero de 2010. En 2011 todavía contiene gran cantidad de bugs y su desarrollo parece haber cesado. El objetivo del proyecto Froxlor es ofrecer un potente software totalmente libre y gratuito. Está publicado bajo una licencia GPLv2.
Aparte de incluir correcciones a los fallos conocidos en SysCP, Froxlor tiene una gran variedad de nuevas opciones. Además, la comunidad de usuarios ofrece parches para instalar software adicional como ClamAV, Spamassassin, Mailman y muchos más.

## Características
Froxlor es totalmente compatible con las siguientes distribuciones:
- Gentoo Linux
- Debian GNU/Linux Lenny (5.0)
- Ubuntu Linux 8.04 (Hardy)
- Ubuntu Linux 10.04 (Lucid)
- SUSE Linux 10.0
- FreeBSD

Y soporta los siguientes servicios:
- Servidores Web: Apache 2, LightTPD, nginx
- Servidores DNS: Bind, PowerDNS
- MDA (Mail Delivery Agent): Courier, Dovecot
- MTA (Mail Transport Agent): Postfix, Exim
- Servidores FTP: ProFTPd, PureFTPd
- Estadísticas web: Webalizer, AWStats

Está disponible a través de GIT, tarballs y varios sistemas de gestión de paquetes como Synaptic, APT o RPM.